# NCIS
NCIS – Naval Criminal Investigative Service (no Brasil, NCIS – Investigação Naval; em Portugal Investigação Criminal), é uma série de televisão norte-americana sobre a agência federal Serviço Naval Investigativo Criminal (em inglês: Naval Criminal Investigative Service) que investiga todos os tipos de crimes que envolvem a Marinha dos Estados Unidos e o Corpo de Fuzileiros Navais, além de suas famílias. O seriado é um spin-off da clássica série JAG (1995-2005), e começou a ser produzido pelo canal CBS em setembro de 2003.

## Premissa
NCIS é um seriado de ação dramático sobre uma equipe de agentes especiais, cuja missão é investigar qualquer crime que tenha ligações com a Marinha ou a seus funcionários, sem levar em consideração cargos e posições.
A equipe é liderada pelo experiente Agente Especial Sênior Leroy Jethro Gibbs (Mark Harmon), que ao longo dos anos já incluiu como membros da equipe os Agentes Especiais Anthony "Tony" DiNozzo (Michael Weatherly), Caitlin Todd (Sasha Alexander), Timothy McGee (Sean Murray), Ziva David (Cote de Pablo), Eleanor Bishop (Emily Wickersham), Alexandra Quinn (Jennifer Esposito) e Nicholas Torres (Wilmer Valderrama).
Auxiliando a equipe do NCIS, também estão presentes o Dr. Donald "Ducky" Mallard (David McCallum), um médico legista cujo incrível conhecimento complementa toda a equipe, seu médico assistente, Dr. Jimmy Palmer (Brian Dietzen), a especialista Forense Abigail "Abby" Beethoven Sciuto(Pauley Perrette), a analista comportamental do NCIS, Dra. Jacqueline "Jack" Sloane (Maria Bello), a perita Kasie Hines (Diona Reasonover) e os diretores(as) do NCIS, Jennifer Shepard (Lauren Holly) e Leon Vance (Rocky Carroll).
De assassinatos a espionagem, passando por ataques terroristas e roubo de informações secretas, estes agentes vão aonde for preciso para investigar todos os crimes relacionados à Marinha Americana.

## Informações sobre a série
No dia 1 de fevereiro de 2011, NCIS obteve um recorde de audiência com o décimo terceiro episódio da oitava temporada (Freedom), sendo assistido por 22,85 milhões de telespectadores. Em 15 de janeiro de 2013 estabeleceu novo recorde, com o décimo segundo episódio da décima temporada (Shiva), assistido por 22,86 milhões de telespectadores nos Estados Unidos. 
Desde a sua quinta temporada entrou para o top 10 de séries em audiência e atualmente é a série mais assistida dos Estados Unidos. Em 2014 foi premiada com o International Television Audience Award como série de maior audiência mundial na categoria drama.
Possui três séries derivadas: NCIS: Los Angeles, que estreou nos Estados Unidos em 22 de setembro de 2009; NCIS: New Orleans, que estreou em 23 de setembro de 2014, tendo Scott Bakula (Dwayne Pride) como o líder da equipe; e NCIS: Hawaii, que estreou em 20 de setembro de 2021 na TV americana, e substituiu NCIS: New Orleans, que foi encerrada.
A série é transmitida, no Brasil, pelo canal de TV a cabo AXN, e suas séries derivadas pelos canais de TV a cabo AXN e A&E. Em Portugal a série é difundida, nos canais de TV a cabo FOX Crime, AXN e AXN HD, em sinal aberto passou na TVI até meio do ano de 2009, passando, a partir de setembro do mesmo ano a ser transmitida, em canal aberto, na SIC.
Em 28 de fevereiro de 2016, a emissora anunciou a renovação da série para as 14ª e 15ª temporadas. Em 27 de julho de 2017, foi anunciado que Maria Bello passaria a integrar o elenco regular da série, a partir da 15ª temporada, no lugar de Jennifer Esposito, que participou como a Agente Alex Quinn durante apenas uma temporada.
Em 4 de outubro de 2017 a atriz Pauley Perrette divulgou que deixaria a série no final da 15ª temporada.
Em 13 de abril de 2018 a CBS anunciou a renovação da série para uma 16ª temporada e a prorrogação do contrato do astro Mark Harmon por mais dois anos.
Em 18 de julho de 2018, foi anunciado oficialmente que Diona Reasonover seria incorporada ao elenco principal, a partir da 16ª temporada.
Em 11 de abril de 2019, NCIS foi renovada para uma 17ª temporada.
Em 5 de junho de 2019, os showrunners Frank Cardea e Steven D. Binder confirmaram o retorno de Cote de Pablo à série, como convidada, retomando a história de sua personagem Ziva David.
Em 6 de maio de 2020, a CBS anunciou a prorrogação da série para uma 18ª temporada.
Em 24 de julho de 2020 foi divulgado que Maria Bello deixaria o elenco da série após o oitavo episódio da 18ª temporada.
Em 15 de abril de 2021, NCIS foi renovada para a 19ª temporada. No mesmo dia foi informado que o astro e produtor Mark Harmon renovou seu contrato com a CBS, no entanto teria suas participações na série bastante reduzidas.
Em 25 de maio de 2021 a atriz Emily Wickersham informou em suas redes sociais que estava deixando a série após 8 temporadas como Eleanor Bishop.
Em 22 de junho de 2021 foi anunciado que Katrina Law e Gary Cole foram integrados ao elenco regular a partir da 19ª temporada.
Em 2 de setembro de 2021 foi anunciado que David McCallum deixa de fazer parte do elenco regular da série, e passaria a ser parte do elenco recorrente. Porém a partir do quarto episódio ele voltou a fazer parte do elenco regular.
Em 11 de outubro de 2021 foi anunciado que Mark Harmon, que há mais de 18 anos interpreta o personagem Leroy Gibbs, saiu da série. Seu episódio de despedida, foi o quarto da 19ª temporada.
Em 31 de março de 2022, a CBS renovou a série para uma 20ª temporada,[carece de fontes?] que está estrou em 19 de setembro de 2022.
O ator David McCallum, que interpretava na série o personagem Donald "Ducky" Mallard, faleceu no dia 25 de setembro de 2023, de causas naturais, aos 90 anos.
Em 21 de fevereiro de 2023, a CBS renovou a série para uma 21ª temporada, prevista para estrear na temporada 2023-24. No entanto, em decorrência do movimento grevista deflagrado pela SAG/AFTRA, a estreia da nova temporada foi postergada para o dia 12 de fevereiro de 2024.
Em 9 de abril de 2024, a CBS renovou a série para uma 22ª temporada, que estreou em 14 de outubro de 2024.
Em 20 de fevereiro de 2025, a CBS renovou a série para uma 23ª temporada, prevista para estréia na temporada 2025-26.

## Elenco
| Ator/Atriz        | Personagem               | Cargo |
| ----------------- | ------------------------ | --- |
| Mark Harmon       | Leroy Jethro Gibbs       | Agente Especial Supervisor (introdução até a 19ª temporada)                                                                           |
| Robyn Lively      | Vivian Blackadder        | Agente Especial do NCIS (introdução)                                                                                                  |
| Sasha Alexander   | Caitlin Todd             | Agente Especial de Campo (1ª e 2ª temporadas)                                                                                         |
| Michael Weatherly | Anthony "Tony" Dinozzo   | Agente Especial Sênior (introdução até a 13ª temporada)                                                                               |
| Pauley Perrette   | Abby Sciuto              | Especialista Forense (introdução até a 15ª temporada)                                                                                 |
| David McCallum    | Donald "Ducky" Mallard   | Médico Legista (introdução até a 15ª temporada) Historiador do NCIS (a partir da 16ª temporada até a 21ª temporada)                   |
| Sean Murray       | Timothy "Tim" McGee      | Agente Especial (1ª-13ª temporada) Agente Especial Sênior (14ª temporada-atualmente)                                                  |
| Alan Dale         | Thomas Morrow            | Diretor do NCIS (introdução e 1ª e 2ª temporadas)                                                                                     |
| Brian Dietzen     | Jimmy Palmer             | Médico Legista Assistente (da 1ª até a 15ª temporada) Médico Legista (a partir da 16ª temporada)                                      |
| Lauren Holly      | Jenny Shepard            | Diretora do NCIS (da 3ª à 5ª temporadas)                                                                                              |
| Cote de Pablo     | Ziva David               | Agente Especial de Ligação MOSSAD-NCIS (3ª-6ª temporada) Agente Especial do NCIS (7ª-10ª temporada)                                   |
| Rocky Carroll     | Leon Vance               | Diretor do NCIS (a partir da 6ª temporada)                                                                                            |
| Emily Wickersham  | Eleanor "Ellie" Bishop   | Analista da NSA (9º-11º episódio da 11ª temporada) Agente Especial (12º episódio da 11ª temporada-18ª Temporada)                      |
| Wilmer Valderrama | Nicholas "Nick" Torres   | Agente Especial do NCIS (a partir da 14ª temporada)                                                                                   |
| Jennifer Esposito | Alessandra "Alex" Quinn  | Agente Especial do NCIS (14ª temporada)                                                                                               |
| Duane Henry       | Clayton Reeves           | Agente do Serviço Secreto Britânico (MI-6), cedido ao escritório internacional do NCIS (14ª e 15ª temporadas)                         |
| Maria Bello       | Jacqueline "Jack" Sloane | Agente especial e analista comportamental do NCIS (Do 4º episódio da 15ª temporada até o 8º da 18ª temporada)                         |
| Diona Reasonover  | Kasie Hines              | Técnica forense e assistente de graduação do Dr. Mallard (17º episódio da 15ª temporada-atualmente)                                   |
| Katrina Law       | Jessica Knight           | Agente Especial do NCIS (15º episódio da 18ª temporada-atualmente)                                                                    |
| Gary Cole         | Alden Parker             | Agente Especial do FBI (1º-4º episódio da 19ª temporada) Agente Especial Supervisor do NCIS (5º episódio da 19ª temporada-atualmente) |

## Visão geral dos personagens
| Legenda | Legenda                       |
| ------- | ----------------------------- |
| P       | Creditado no Elenco Principal |
| R       | Creditado como recorrente     |
| C       | Creditado como convidado      |
| —       | Personagem ausente            |

| Personagem               | Temporadas | Temporadas | Temporadas | Temporadas | Temporadas | Temporadas | Temporadas | Temporadas | Temporadas | Temporadas | Temporadas | Temporadas | Temporadas | Temporadas | Temporadas | Temporadas | Temporadas | Temporadas | Temporadas | Temporadas | Temporadas | Temporadas | Temporadas | Temporadas |
| Personagem               | INT        | 1          | 2          | 3          | 4          | 5          | 6          | 7          | 8          | 9          | 10         | 11         | 12         | 13         | 14         | 15         | 16         | 17         | 18         | 19         | 20         | 21         | 22         | 23         |
| ------------------------ | ---------- | ---------- | ---------- | ---------- | ---------- | ---------- | ---------- | ---------- | ---------- | ---------- | ---------- | ---------- | ---------- | ---------- | ---------- | ---------- | ---------- | ---------- | ---------- | ---------- | ---------- | ---------- | ---------- | ---------- |
| Leroy Jethro Gibbs       | P          | P          | P          | P          | P          | P          | P          | P          | P          | P          | P          | P          | P          | P          | P          | P          | P          | P          | P          | P          | —          | —          | —          | —          |
| Tony DiNozzo             | P          | P          | P          | P          | P          | P          | P          | P          | P          | P          | P          | P          | P          | P          | —          | —          | —          | —          | —          | —          | —          | C          | —          | —          |
| Abby Sciuto              | P          | P          | P          | P          | P          | P          | P          | P          | P          | P          | P          | P          | P          | P          | P          | P          | —          | —          | —          | —          | —          | —          | —          | —          |
| Donald "Ducky" Mallard   | P          | P          | P          | P          | P          | P          | P          | P          | P          | P          | P          | P          | P          | P          | P          | P          | P          | P          | P          | P          | P          | —          | —          | —          |
| Vivian Blackadder        | P          | —          | —          | —          | —          | —          | —          | —          | —          | —          | —          | —          | —          | —          | —          | —          | —          | —          | —          | —          | —          | —          | —          | —          |
| Thomas Morrow            | P          | R          | R          | C          | —          | —          | —          | —          | —          | —          | R          | C          | C          | C          | —          | —          | —          | —          | —          | —          | —          | —          | —          | —          |
| Caitlin Todd             | —          | P          | P          | C          | —          | —          | —          | —          | C          | C          | —          | —          | C          | —          | —          | —          | —          | —          | —          | —          | —          | —          | —          | —          |
| Timothy "Tim" McGee      | —          | R          | P          | P          | P          | P          | P          | P          | P          | P          | P          | P          | P          | P          | P          | P          | P          | P          | P          | P          | P          | P          | P          | P          |
| Ziva David               | —          | —          | —          | P          | P          | P          | P          | P          | P          | P          | P          | P          | —          | —          | —          | —          | C          | R          | —          | —          | —          | —          | —          | —          |
| Jenny Shepard            | —          | —          | —          | P          | P          | P          | —          | —          | —          | C          | —          | —          | C          | —          | —          | —          | —          | —          | —          | —          | —          | —          | —          | —          |
| Leon Vance               | —          | —          | —          | —          | —          | R          | P          | P          | P          | P          | P          | P          | P          | P          | P          | P          | P          | P          | P          | P          | P          | P          | P          | P          |
| Jimmy Palmer             | —          | R          | R          | R          | R          | R          | R          | R          | R          | R          | P          | P          | P          | P          | P          | P          | P          | P          | P          | P          | P          | P          | P          | P          |
| Ellie Bishop             | —          | —          | —          | —          | —          | —          | —          | —          | —          | —          | —          | P          | P          | P          | P          | P          | P          | P          | P          | —          | —          | —          | —          | —          |
| Nicholas "Nick" Torres   | —          | —          | —          | —          | —          | —          | —          | —          | —          | —          | —          | —          | —          | —          | P          | P          | P          | P          | P          | P          | P          | P          | P          | P          |
| Alessandra "Alex" Quinn  | —          | —          | —          | —          | —          | —          | —          | —          | —          | —          | —          | —          | —          | —          | P          | —          | —          | —          | —          | —          | —          | —          | —          | —          |
| Clayton Reeves           | —          | —          | —          | —          | —          | —          | —          | —          | —          | —          | —          | —          | —          | C          | P          | P          | —          | —          | —          | —          | —          | —          | —          | —          |
| Jacqueline "Jack" Sloane | —          | —          | —          | —          | —          | —          | —          | —          | —          | —          | —          | —          | —          | —          | —          | P          | P          | P          | P          | —          | —          | —          | —          | —          |
| Kasie Hines              | —          | —          | —          | —          | —          | —          | —          | —          | —          | —          | —          | —          | —          | —          | —          | C          | P          | P          | P          | P          | P          | P          | P          | P          |
| Jessica Knight           | —          | —          | —          | —          | —          | —          | —          | —          | —          | —          | —          | —          | —          | —          | —          | —          | —          | —          | C          | P          | P          | P          | P          | P          |
| Alden Parker             | —          | —          | —          | —          | —          | —          | —          | —          | —          | —          | —          | —          | —          | —          | —          | —          | —          | —          | —          | P          | P          | P          | P          | P          |

## Personagens principais

### Agente Especial Timothy Farragut McGee
Interpretado por Sean Murray, McGee é um agente de campo razoavelmente afoito e o mais inexperiente da equipe, sendo chamado de "novato" por Tony. Em compensação, é um ex-acadêmico do Instituto de Tecnologia de Massachusetts (MIT) (especialista em processamento de dados), e um hacker eficiente, o que compensa eventuais fraquezas. 
McGee entra para a equipe de Gibbs na segunda temporada, mas faz participações esporádicas desde a primeira, quando era um agente em Norfolk. Além de agente NCIS, ele também é escritor de best-sellers (usando um pseudônimo, Thom E. Gemcity, que é uma anagrama das letras de seu nome). Seu livro policial, Deep Six, foi baseado na rotina de sua própria equipe, e sua descrição dos companheiros causou várias reclamações por parte de Tony e Ziva. 
Em diversas ocasiões ele mostra ser apaixonado por Abby, mas na 11ª temporada, envolve-se emocionalmente com uma analista do Departamento de Defesa, Delilah Fielding, ficando arrasado quando ela é vítima de um atentado terrorista que a deixa paraplégica. Eles se casaram no 23º episódio da 14ª temporada ("Something blue").
Vários membros da família de McGee já apareceram na série. Sua irmã mais nova se chama Sarah (Troian Bellisario, que é meia-irmã de Sean Murray na vida real), e já esteve envolvida em mais de uma investigação do NCIS. Assim como o resto da equipe, McGee tinha problemas com o pai, o Almirante John McGee (Jamey Sheridan), que considerava autoritário e distante, e com quem não falou durante 7 anos; porém ambos reaproximaram-se após McGee descobrir que o pai estava com câncer em fase terminal, do qual morreria algum tempo depois. Outro membro da família McGee a aparecer na série foi sua avó, Penelope Langston (Lily Tomlin), uma antiga ativista política dos anos 1970. 
Após a saída de Tony DiNozzo do NCIS, McGee foi promovido a Agente Sênior, passando a ser, nas palavras de Tony, o "Agente Muito Especial Timothy McGee". Dublado no Brasil por Marcio Araújo.

### Diretor Leon Vance
Interpretado por Rocky Carroll, Vance apareceu pela primeira vez no episódio "Internal Affairs", como diretor assistente, na 5 ª temporada. Ele é nomeado diretor após a morte da diretora Jenny Shepard. 
Vance é de Ohio, mas cresceu em Chicago, onde treinou para ser um boxeador. Ele têm dois filhos com a esposa Jackie (Paula Newsome): Kayla (Kiara Muhammad / Naomi Grace) e Jared (Akinsola Aribo). Tem estreito relacionamento com Eli David, diretor do Mossad, que o salvou de ser morto por espiões russos em uma missão na Europa anos antes. 
Ao contrário da proximidade entre Jenny e Gibbs, Vance prefere cultivar uma relação distanciada e "mais profissional" com a equipe, o que geralmente provoca atritos e brigas entre ele e Gibbs, que em várias ocasiões demonstra simplesmente não confiar suficientemente no chefe. Ao longo do tempo, ambos passam a se respeitar mais. 
Apesar da aparência fria e distante, Vance demonstra se importar com o bem estar da família e dos amigos no NCIS, como fica demonstrado no início da décima temporada, logo após o atentado contra o NCIS. Esta aproximação se intensifica depois da morte da esposa, levando Vance a visitar o porão de Gibbs para conversar, e até mesmo chamar toda a equipe para uma reunião secreta no elevador. Dublado no Brasil por Fábio de Castro.

### Médico Legista James "Jimmy" Palmer
Interpretado por Brian Dietzen, é o auxiliar do Dr. Mallard desde o final da primeira temporada. Embora inicialmente creditado em um papel recorrente, Dietzen foi creditado como "estrelando" desde a sexta temporada, e entrou para o elenco principal a partir da décima temporada. 
Jimmy, chamado por Tony de "Gremlin da Autópsia", tem diabetes, e às vezes é muito atrapalhado, especialmente diante de Gibbs. Tem grande admiração pelo chefe Ducky, tentando imitá-lo sempre que pode, quase sempre com um resultado cômico. 
No final da nona temporada, casou-se com a namorada, Breena Slater (Michelle Pierce), e atuou como legista substituto no início da décima temporada, após o infarto do Dr. Mallard. Palmer e sua esposa tentaram sem sucesso adotar uma criança, porém no final da 11ª temporada, descobrem que terão um filho; no décimo terceiro episódio da 12ª temporada, Breena dá a luz uma menina, que recebe o nome de Victoria, em homenagem à mãe de Ducky. 
Na 14ª temporada revela-se que Palmer concluiu sua formação como médico legista, porém optou por permanecer como auxiliar de Ducky, pela admiração que sente por ele e pelos colegas do NCIS. Com a aposentadoria de Ducky, na décima sexta temporada, Palmer assume oficialmente a função de médico legista do NCIS. No sétimo episódio da 18ª temporada revela-se que Palmer ficou viúvo, depois que Breena tornou-se, presumivelmente, vítima da pandemia de COVID-19. Dublado no Brasil por Felipe Zil.

### Agente do NCIS Nicholas "Nick" Torres
Interpretado por Wilmer Valderrama. É um agente do NCIS que atuou durante sete anos como infiltrado em operações secretas no exterior. Após retornar a Washington, foi recrutado por Gibbs, passando a integrar a equipe a partir do 1º episódio da 14ª temporada. 
Torres é destemido, porém um tanto vaidoso, e por seu passado como agente infiltrado tem tendência a resolver as coisas sozinho, deixando frequentemente de lado o trabalho de equipe, o que irrita Gibbs. É interessado em sua parceira, Ellie Bishop, porém evita falar sobre seus sentimentos, e sentiu profundamente a morte de seu amigo Clayton Reeves. O pai de Torres, o Agente da CIA Miguel Torres (Steven Bauer), abandonou a família quando Nick tinha nove anos, conforme revelado no décimo segundo episódio da décima oitava temporada ("Sangre"). Dublado no Brasil por Wallace Raj.

### Perita forense Kasie Hines
Interpretada por Diona Reasonover. Kasie é estudante de pós-graduação em Ciência Forense na Universidade de Nova York, onde Ducky passa a lecionar na décima quinta temporada. Ducky a contrata como sua assistente para ajudá-lo a cumprir o cronograma do livro que estava escrevendo sobre casos passados. Quando um desses casos não solucionados ressurge (no episódio 15.17 - "One Man's Trash"), Ducky retorna ao NCIS, levando Kasie para ajudá-lo. Ela rapidamente se socializa com todos os colegas de Ducky, com exceção de Abby, apesar dos esforços desta, que chega a hospedar Kasie em seu quarto de hóspedes. Mais tarde, Kasie confessou a Abby que a admirava tanto que se sentiu intimidada em sua presença. 
Após a renúncia de Abby do NCIS, Gibbs contrata Kasie para ocupar provisoriamente a função de perita forense, e ela assume o comando do laboratório com a benção de Abby. Dublada no Brasil por Thaís Durães.

### Agente especial Jessica Knight
Interpretada por Katrina Law, era líder tática da equipe REACT (Regional Enforcement Action Capabilities Team), uma divisão do NCIS especializada em ações de choque. No penúltimo episódio da 18ª temporada (“Blown Away”), toda a equipe sob seu comando foi morta em uma explosão enquanto atendiam a um caso de sequestro com refém. Knight sobreviveu ao atentado e juntou-se à equipe na investigação. 
Após a conclusão do caso, Jessica disse a McGee que se sentia órfã com a morte de seus colegas, que considerava como sua família, e McGee lhe respondeu que famílias crescem, deixando claro que ela agora fazia parte de sua equipe. No primeiro episódio da décima nona temporada ("Blood in the Water"), Knight foi confirmada como membro da equipe, em substituição à demissionária Ellie Bishop. A partir do final da décima nona temporada, passa a viver uma relação amorosa com o médico legista Jimmy Palmer. Dublada no Brasil por Carol Crespo.

### Agente Especial Supervisor Alden Parker
Interpretado por Gary Cole. Parker é o atual agente especial de supervisão da equipe do NCIS e ex-agente especial do FBI. Ele adquiriu o cargo de supervisor no NCIS depois que o ex-agente supervisor do NCIS Leroy Jethro Gibbs decidiu deixar a Agência e ficar no Alasca, no quarto episódio da décima nona temporada ("Great Wide Open"). 
Parker se integra ao NCIS em junho de 2021, quando também estava perseguindo o serial killer que Gibbs e a repórter local Marcie Warren (Pam Dawber) estavam tentando prender. Mais tarde, ele e alguns outros agentes do FBI foram enviados para prender Gibbs depois que ele estava "evitando a lei por tanto tempo", mas mudou de ideia, preferindo deixar Gibbs livre; por esse motivo, foi demitido do FBI. Com a recusa de McGee em assumir a vaga de Agente Supervisor, Parker foi convidado pelo diretor Leon Vance a assumir o cargo que Gibbs ocupou por 25 anos. Dublado no Brasil por Leonardo Camillo.

## Personagens antigos e/ou recorrentes
- Agente Especial Sênior Encarregado Leroy Jethro Gibbs: intepretado por Mark Harmon, Gibbs é um ex-fuzileiro e atirador-de-elite da Corpo de Fuzileiros Navais dos Estados Unidos e líder da equipe de investigação (MCRT - Major Case Response Team). Considerado um dos melhores agentes do NCIS, tem forte senso de comando e disciplina, e é capaz de ser tanto espirituoso quanto irado. Gibbs nasceu em Stillwater, Pennsylvania, em 2 de maio de 1954 (como informado no episódio 15.24 - "Date with Destiny"). A adolescência de Gibbs foi tempestuosa: os 14 anos perdeu sua mãe, Ann, que teve câncer e cometeu suicídio para que a família não visse seu sofrimento (evento relatado no episódio 10.5 - "The Namesake"); desde então foi criado somente por seu pai, Jackson, com quem teve por longos anos um relacionamento difícil. Foi um jovem rebelde até ingressar no Corpo de Fuzileiros da Marinha, contra a vontade do pai. Gibbs se dá muito bem com crianças, detesta piadas fora de hora, é viciado em cafeína e tem como hobby a carpintaria, sempre construindo, manualmente, barcos em seu porão. Detesta inovações tecnológicas, recusa-se a usar o e-mail e desde o início da série usa o mesmo telefone celular tipo "flip". Costuma usar indiscriminadamente o elevador do NCIS para reuniões particulares. Gibbs é sedutor, é atraído especialmente por ruivas, e também já foi casado quatro vezes, tendo se divorciado das últimas três. Somente na terceira temporada se descobre a história de seu primeiro casamento, com Shannon Gibbs (Aviva Farber Shannon jovem e Darby Stanchfield), sua primeira e maior paixão, com a qual teve uma única filha, Kelly. Ambas foram mortas por um traficante mexicano em 1991, quando Gibbs lutava no Iraque. Transtornado, Gibbs matou o assassino em uma missão de vingança, e, em seguida, entrou para o NCIS, se tornando o assistente de Mike Franks, agente que investigara a morte de sua mulher e filha. A partir de então, a vida amorosa de Gibbs se tornou variada, porém efêmera, com três novas esposas e várias namoradas, incluindo a futura diretora Jenny Shepard. Tem sentimentos fortes para com toda a sua equipe, a quem considera uma grande família; em compensação, odeia intromissões de pessoas de fora da sua equipe em sua rotina de trabalho. Convidou Kate Todd para integrar sua equipe no primeiro episódio da série, e sentiu profundamente sua morte repentina. Tem uma relação bastante próxima, quase paternal, com Abby, e posteriormente com Ziva, a qual o salvou do temível terrorista Ari Haswari. Embora não goste do jeito debochado e exagerado de Tony e do linguajar complicado de McGee, demonstra total confiança nos dois. Também tem com Ducky uma longa e sólida amizade, embora Gibbs quase sempre corte os monólogos intelectuais do dr. Mallard. Tinha uma relação bastante próxima com Jenny Shepard, a qual não se manteve com Leon Vance, o sucessor de Jenny, com o qual já teve vários conflitos. Dentre suas marcas registradas estão os tapas que dá na cabeça de sua equipe - especialmente DiNozzo -, geralmente ocasionados por piadas inconvenientes ou resultados frustrantes na investigação; e o seu conjunto particular de "Regras de vida", às quais rotineiramente volta durante suas investigações. A lista conta atualmente com 51 mandamentos (fora da ordem cronológica), dentre eles "Nunca deixe dois suspeitos juntos" (Regra n. 1) e "Limpe sua própria sujeira" (Regra n. 45). Nos episódios que focam a juventude de Gibbs, o personagem quando jovem é interpretado por Sean Harmon, filho de Mark Harmon. No quarto episódio da décima nona temporada, Gibbs decidiu deixar o NCIS e a vida que levava até então e passou a viver no Alasca, isolado de tudo e de todos. Dublado no Brasil por Armando Tiraboschi.

- Agente Especial Sênior Anthony DiNozzo: interpretado por Michael Weatherly, na série é chamado de Tony, exceto por Gibbs, que o chama pelo sobrenome. Pertence a uma família de ítalo-americanos de Long Island. É um galã, mas que passa às vezes por grandes apuros, o que vai contra a máxima de que galãs só se dão bem. A experiência como policial de rua em Baltimore ajuda nas suas investigações. DiNozzo sabe tudo sobre filmes e vive comentando sobre filmes parecidos com as situações que eles estão vivendo na investigação (segundo ele, tal hábito foi criado pela mãe, que o levou várias vezes ao cinema antes de morrer). É considerado o "palhaço da classe", mas sabe quando é hora de demonstrar maturidade. Já teve vários romances, a maioria fracassados. Teve uma relação bastante próxima com Kate Todd, tendo ficado chocado com sua morte. Posteriormente, passou a nutrir uma paixão por Ziva, mas nunca conseguiu revelar os seus sentimentos. Em compensação, demonstrou em várias oportunidades que faria de tudo para protegê-la, como no início da sétima temporada, quando resgata Ziva de um acampamento terrorista e se justifica: "Acho que não conseguiria viver sem você." O relacionamento chegou ao fim com a despedida de Ziva, ocorrida na 11a. temporada, na qual ambos, enfim, revelaram o que sentiam um pelo outro, antes da separação final. Chegou a liderar o time durante a breve aposentadoria de Gibbs, e sempre foi visto com confiança pelos diretores do NCIS - tanto Jenny Shepard como Leon Vance lhe passaram missões paralelas secretas ao longo da série. Tem como pai Anthony DiNozzo Sr. (Robert Wagner), um charmoso e bem-humorado ex-magnata, com quem Tony tem diversos desentendimentos. A mãe de Tony, por quem ele tinha um afeto intenso, porém discreto, morreu quando ele tinha 8 anos. Em 5 de janeiro de 2016 a CBS informou oficialmente que Michael Weatherly deixaria a série no final da 13ª temporada, para dedicar-se a outros projetos.[18] A justificativa apresentada para a saída do personagem, no episódio de season finale, foi a descoberta que Tony e Ziva tiveram uma filha, o que leva Tony a deixar seu cargo no NCIS para criá-la longe de perigos. Dublado no Brasil por Felipe Grinnan.

- Caitlin "Kate" Todd: interpretada por Sasha Alexander, Kate foi recrutada para trabalhar no NCIS no primeiro episódio da série, fazendo parte do elenco principal nas duas primeiras temporadas. Antes de entrar para o NCIS, Kate fazia parte do Serviço Secreto americano, sendo responsável pela segurança do Presidente dos EUA quando a bordo do Air Force One. Era uma exímia desenhista, e também bastante emotiva, inclusive com pessoas envolvidas nas investigações de que participou, o que lhe trouxe vários problemas e decepções. Ganhou rapidamente a confiança de Gibbs, bem como a amizade de Abby e o carinho de Tony, com o qual ensaiou um romance. Foi morta pelo terrorista Ari Haswari no final da segunda temporada, chocando a todos, principalmente Gibbs, e foi substituída na equipe por Ziva David, a meia-irmã e executora de Ari. A morte repentina de Kate, que chocou o público e surpreendeu a crítica, também se deveu ao desejo da própria atriz Sasha Alexander em deixar o programa, segundo o criador Donald Bellisario. Dublada no Brasil por Adriana Pissardini.

- Especialista Forense Abigail "Abby" Beethoven Sciuto: interpretada por Pauley Perrette, Abby é talvez a personagem mais inverossímil da trama, mas com certeza é a mais carismática. Ela é uma cientista forense e é especialista em informática, genética, química, e quaisquer coisas que forem necessárias. Nascida em Louisiana, Abby cresceu em uma família ítalo-americana, porém perdeu seus pais ainda adolescente, e tem um irmão chamado Luca (Tyler Ritter). Ela é cheia de tatuagens, viciada em uma bebida energética à base de cafeína, é adepta de um estilo gótico e quase não sai de seu laboratório. Bastante emotiva, é a mais abalada quando ocorrem mudanças na equipe, a quem considera como uma família, tendo ficado arrasada com as mortes de Kate, Jenny, Mike Franks e Ziva David. Adora abraçar as pessoas e tem um carinho especial para com Gibbs, a quem idolatra e com quem costuma até conversar em língua de sinais; de acordo com Gibbs, Abby domina a língua de sinais porque seus pais eram surdos. Ela tem um hipopótamo de pelúcia chamado Bert e participa de uma equipe de boliche com um grupo de freiras. Admitiu dormir em um caixão. Demonstra ser apaixonada por McGee, tendo até já "se declarado", mas seu comportamento irreverente e despojado deixa McGee em dúvida sobre se ela estava sendo sincera ou não. Ao fazer exames para doar um rim, Abby descobriu ter um irmão biológico chamado Kyle (Daniel Louis Rivas), que, como ela, adora animais; e descobriu, também, ter sido adotada na infância. No 21º epísódio da 15ª temporada, Abby é baleada por um pistoleiro contratado por um antigo inimigo que ela mandara para a prisão anos antes; no mesmo atentado o Agente do MI6 Clayton Reeves é morto ao tentar protegê-la. Após recuperar-se, Abby anunciou aos colegas que estava deixando o NCIS para criar uma Organização de assistência em homenagem à mãe de Reeves. Dublada no Brasil por Priscilla Concepción.

- Agente Especial Junior Ziva David: interpretada pela atriz chilena Cote de Pablo, atuou da terceira até a sexta temporada como Oficial de Ligação NCIS/Mossad, tornando-se depois Agente Especial, após deixar o Mossad. Ziva é israelita, filha do diretor do Mossad e meia-irmã de Ari Haswari, terrorista que matou a agente Kate. Enviada pelo pai para matar o irmão, ganha a confiança de Gibbs ao salvar sua vida. Ao invés de voltar para Israel, Ziva é incluída na equipe de Gibbs por Jenny Shepard; Gibbs finge desaprovação, mas diz a Ziva em particular que ficou feliz com sua inclusão. Ziva era a mais truculenta da equipe, protagonizando cenas de extrema violência, alternando-as com outras bem cômicas, como seu "talento" para a direção e falhas no idioma inglês. Dizia ser apenas "colega" de Tony, mas também demonstrava estar apaixonada por ele; no entanto, nenhum dos dois teve coragem para se declarar um ao outro. Ziva também demonstrava especial carinho por Gibbs, a quem considera um pai - especialmente diante de sua relação conturbada com Eli David, seu pai e chefe do Mossad. Após ser capturada e torturada por terroristas na Somália no final da sexta temporada, foi resgatada por Tony, McGee e Gibbs, e decidiu abandonar o Mossad para ficar só no NCIS. Em 10 de julho de 2013, Cote de Pablo divulgou nota anunciando que não renovara o contrato com a CBS, e, consequentemente, deixaria o seriado. Segundo a atriz e a CBS, Ziva David ainda apareceria na 11ª temporada "durante o tempo necessário para encerrar sua história",[19] o qual, correspondeu aos dois primeiros episódios da nova fase.[20] Houve forte comoção junto aos fãs, com abaixo assinados e pesadas críticas à CBS, especialmente após fontes internas terem acusado a emissora de ter se recusado a renegociar o salário da atriz, forçando-a a se demitir, o que ainda serviria de exemplo para o resto do elenco, mostrando que apenas Mark Harmon seria "insubstituível".[21] Em entrevista posterior, Cote apenas admitiu que sua saída "não estava prevista", e que poderia um dia regressar à atração.[22] A justificativa encontrada foi que Ziva, atormentada pelo peso das mortes ocorridas em seu passado, decidiu abandonar a antiga vida, reconstruindo-a sozinha e em paz. Antes de permanecer em definitivo em Israel, Ziva e Tony, enfim, concluíram o seu relacionamento. A personagem volta a ser mencionada no episódio final da 13a. temporada ("Family First"), quando o Mossad informa ao NCIS que Ziva havia morrido em uma explosão causada pelo Agente da CIA Trent Kort, deixando porém uma filha chamada Tali, fruto de seu breve relacionamento com Tony. No entanto, ao longo da décima sexta temporada, aparecem evidências de que Ziva na verdade estava viva, o que acabou sendo confirmado no Season Finale. Nos dois primeiros episódios da décima sétima temporada. Ziva revela que se manteve escondida por anos para proteger sua família, ao descobrir que estava na mira de um grupo terrorista, período em que se tornou dependente de remédios contra ansiedade e passou a alimentar uma grande mágoa de Gibbs por haver, em suas palavras, aceitado passivamente a notícia de sua suposta morte ao invés de ir à sua procura. Após a dissolução do grupo terrorista que a perseguia, Ziva despede-se de Gibbs e dos colegas do NCIS e parte para Paris, para iniciar uma nova vida ao lado de sua filha e de Tony. Dublada no Brasil por Priscila Franco.

- Historiador e Ex-Médico Legista Donald "Ducky" Mallard: Interpretado pelo ator escocês David McCallum, Ducky era o legista da equipe, um escocês com a estranha mania de conversar com seus mortos, e possuia um carro vintage com o volante do lado direito. Ducky tinha uma mente enciclopédica, sendo capaz de dissertar tanto sobre Shakespeare como sobre o número de canhotos na tribo yanomami. Era um grande médico, e uma das poucas pessoas que podem ser chamadas realmente de "amigos" por Gibbs. Ele foi ajudado, a partir da segunda temporada, pelo auxiliar Jimmy Palmer (Brian Dietzen). A partir da quarta temporada, Ducky passou a fornecer também relatórios psicológicos para a equipe, após se formar nessa disciplina. Ele foi médico nas guerras do Afeganistão, nos anos 1980, e Bósnia. Gibbs afirma que na juventude Ducky parecia Illya Kuryakin (O Agente da U.N.C.L.E., papel realmente interpretado por McCallum no seriado de mesmo nome The Man from U.N.C.L.E., em 1964). Ducky viveu com sua mãe, Victoria Mallard (Nina Foch) até a sexta temporada. Mais tarde, após a morte dela, herdou uma grande fortuna, e nomeou Gibbs como seu futuro testamenteiro, em homenagem a sua velha amizade. A partir da 15ª temporada, as participações de David McCallum nos episódios da série foram reduzidas, em vista da idade avançada do ator. Para justificar as ausências do personagem, este passou a dividir suas funções no NCIS com a cátedra de anatomia na Universidade de Nova Iorque (NYU). Durante a 16ª temporada, Ducky deixou definitivamente as funções de médico legista e perfilador do NCIS, passando a atuar como historiador da agência, a pedido do Diretor Vance. Nos episódios que retratam o passado de Ducky, o personagem é interpretado por Adam Campbell. Em vista do falecimento de David McCallum em 25 de Setembro de 2023, a história do personagem Donald "Ducky" Mallard foi encerrada no 2º episódio da 21ª temporada ("The Stories We Leave Behind"). Dublado no Brasil por Luís Carlos de Moraes.

- Tobias Fornell: interpretado por Joe Spano, Fornell é um ex-Agente Especial do FBI. Era casado com a ex-esposa do Gibbs, mas ela o deixou, e tem uma filha Emily. Ele e Gibbs possuem uma grande amizade, o que quase sempre levava o FBI a escolhê-lo como o agente responsável em casos envolvendo as duas agências. Isso não impede nem Fornell nem Gibbs de mentirem um para o outro durante uma investigação, se necessário. No 7º episódio da 15ª temporada (Burden of Proof), Fornell é desligado do FBI após a descoberta que havia ocultado uma testemunha para evitar a libertação de um serial killer, passando a partir de então a trabalhar como investigador particular. Na décima oitava temporada, Fornell sofreu uma dura perda com a morte de sua filha, Emily, por overdose de drogas. Dublado no Brasil por Francisco Bretas.

- Mike Franks: interpretado por Muse Watson, era Agente Especial aposentado de NIS (Naval Investigative Service, antes de mudar para NCIS em 1992). Era ex-mentor do Gibbs. Viveu no México desde a aposentadoria, e volta para os EUA pela primeira vez no penúltimo episódio da terceira temporada (Hiatus (part 1), a pedido da diretora Jenny Shepard, para ajudar Gibbs a recuperar a memória. Normalmente se referia a Gibbs como "novato" ("probie"), mesmo apelido usado por Tony com McGee. Franks se torna um personagem recorrente na série, participando de diversos momentos marcantes, como a morte da diretora Shepard e o sequestro do pai de Gibbs no início da oitava temporada. Segundo Gibbs, Franks deixou o NCIS depois que a agência ignorou seus avisos sobre Osama bin Laden, já em 1996. Foi morto no final da 8ª temporada pelo "Assassino de porto-a-porto" (Port-to-port Killer), mas reapareceu em espírito no episódio 200 da série, quando Gibbs encara o limiar entra a vida e a morte e revê todos que passaram pela sua vida; desde então, vem aparecendo com frequência em "flashbacks" e em visões de Gibbs, agindo como uma "consciência" para orientá-lo em situações difíceis, como nos finais da 10ª e da 12º temporadas. Dublado no Brasil por Emerson Camargo.

- Jenny Shepard: interpretada por Lauren Holly, foi diretora do NCIS, e integrante do elenco principal da série, da 3ª temporada até o final da 5ª, quando é assassinada. Foi parceira de Gibbs no passado em uma missão em Paris, período no qual ambos tiveram um caso. Embora apaixonada por Gibbs, Jenny optou por subir na carreira, escolha da qual demonstraria profundo arrependimento no final da vida. Ela teve como inimigo "La Grenouille", ou "Frog" (Armand Assante) um traficante de armas que teria levado seu pai ao suicídio. "La Grenouille" foi misteriosamente assassinado na quinta temporada, e Jenny se tornou a principal suspeita. Foi inocentada por Trent Kort, que assumiu a culpa, mas Gibbs descobre, pouco antes da morte de Jenny, que ela também participou do crime. Foi a diretora mais próxima de Gibbs e sua equipe, graças aos laços de amizade e amor com Gibbs. Descobriu ser portadora de uma grave doença durante a quinta temporada (o nome da doença nunca foi revelado), a qual a mataria em pouco tempo. Morreu em um tiroteio no penúltimo episódio da quinta temporada, Judgment Day (part 1), ao enfrentar, ao lado de Mike Franks, pistoleiros contratados pela russa Natasha, uma criminosa que ela deveria ter matado anos antes, em Paris, mas que acabou poupando por pena. Sua morte em um tiroteio foi considerada por Ducky "uma saída menos dolorosa". Quando Natasha ia atirar em Gibbs, Mike Franks chegou e deu um tiro em suas costas matando-a. Gibbs incendiou a casa de Jenny para ocultar a real causa de sua morte e também para impedir que a verdade sobre seu erro do passado fosse descoberta. Dublada no Brasil por Cecília Lemes.

- Agente do NCIS Alessandra "Alex" Quinn: Interpretada por Jennifer Esposito. É uma agente experiente do NCIS, tendo deixado o trabalho de campo para tornar-se instrutora de novos agentes. Após recusar doze candidatos encaminhados por ela para a vaga de Tony DiNozzo, Gibbs convidou a própria Quinn a juntar-se à equipe. Foi incluída no elenco principal a partir do 1º episódio da 14ª. temporada. Com a saída da atriz do elenco, a personagem não retornou para a 15ª temporada; como justificativa na trama, a agente Quinn deixou a equipe para dar assistência a sua mãe, Marie (Mercedes Ruehl), vítima de Alzheimer.

- Jackson Gibbs: interpretado por Ralph Waite, era o pai de Leroy Jethro Gibbs. Viúvo, ainda vivia na pequena cidade de Stillwater, Pensilvania, e nunca deixou seu filho tocar em seu rifle. Ambos sempre tiveram um relacionamento difícil, tendo se afastado após a morte da mulher de Gibbs, Shannon, porém foram se reconciliando aos poucos. Com o falecimento de Ralph Waite em 15 de Fevereiro de 2014, os produtores decidiram encerrar a 11ª temporada com um episódio em homenagem ao ator, no qual foi formalizada a morte de Jackson.

- Anthony DiNozzo Sr.: interpretado por Robert Wagner, é o pai de Tony e possui muitos negócios. Apareceu pela primeira vez somente na oitava temporada, mas foi mencionado por Tony várias vezes desde o início da série. Mesmo após praticamente falir (como revelado na nona temporada), ainda tem forte amizade com alguns dos maiores milionários do mundo, o que lhe garante uma vida confortável. Seu relacionamento com seu filho é no mínimo interessante, uma vez que, assim como Tony, DiNozzo Sr. é sedutor e galante com as mulheres. Acaba se tornando uma figura querida na equipe, graças ao bom humor, para desespero de Tony. Ele já foi uma pessoa de interesse mais de uma vez nas investigações.

- Tenente Coronel do Exército Hollis Mann: interpretada por Susanna Thompson. Chefe de investigação do Exército, colaborou com o NCIS num caso de terrorismo na 4ª temporada, surgindo uma atração imediata entre ela e Gibbs. Ambos mantiveram um relacionamento amoroso por algum tempo, até que Hollis repentinamente interrompeu a relação e mudou-se para o Havaí. Posteriormente retornou a Washington para assumir uma função de investigadora no Departamento de Defesa, e casou-se com um médico traumatologista do Hospital Walter Reed. Ela e Gibbs reencontraram-se anos depois (episódio 11.12 - Kill Chain) durante uma investigação; nessa ocasião Hollis confessou a Gibbs que, mesmo estando apaixonada por ele, deixou-o porque percebeu que havia uma "parede" entre eles que ela não conseguiu atravessar (referindo-se à ligação ainda forte de Gibbs com sua primeira esposa, Shannon).

- Eli David: interpretado por Michael Nouri, era o Diretor do Mossad (serviço secreto de Israel). Teve três filhos, entre eles Ziva David e Ari Haswari. Cuidou de Ari com o propósito explícito de infiltrá-lo no Hamas como agente duplo, o que lhe valeu o ódio eterno do filho. Por outro lado, não hesitou em tentar destruir a reputação de Ziva no NCIS para tê-la de volta ao Mossad. Embora parecesse indiferente e manipulador para com seus filhos, Eli precisava contrabalançar seus sentimentos para com suas responsabilidades de cuidar de seu país. Teve uma história com o Diretor Vance desde Amsterdã, quando Eli salvou a vida de Vance de um esquadrão de ataque russo. Em seus últimos dias, tentou se reconciliar com Ziva e iniciar negociações secretas com o Irã pela paz no Oriente Mèdio. Foi morto no episódio 11 da décima temporada, Shabbat shalom, junto com a mulher do diretor Vance, Jackie, em um ataque surpresa à casa dos Vance, ordenado por Ilan Bodnar (Oded Fehr), auxiliar direto e braço direito de Eli, que almejava seu cargo. Ziva buscou incessantemente o paradeiro de Bodnar até finalmente enfrentá-lo e matá-lo a bordo de um navio cargueiro, vingando assim a morte do pai.

- Trent Kort: interpretado por David Dayan Fisher, é uma agente da CIA conhecido por defender seus próprios interesses. Apareceu pela primeira vez como guarda-costas do criminoso "La Grenouille" na quarta temporada, mas depois se descobriu que ele trabalhava disfarçado, o que não o impediu de tentar matar Tony no início da quinta temporada para afastá-lo do gângster e de sua missão. Kort já participou também de NCIS: Los Angeles. Perde um olho durante a 8ª temporada. Acabou sendo morto pela equipe de Gibbs numa ação de vingança pela morte de Ziva David. Dublado no Brasil por Guilherme Lopes.

- Abigail Borin: Interpretada por Diane Neal, é uma Agente do Serviço Investigativo da Guarda Costeira (CGIS). Tem grandes semelhanças com Gibbs, não apenas por já ter sido Fuzileira, tendo servido como Sargento no Iraque, mas também por seus métodos de investigação, em que se baseia em seus instintos. Borin trabalha frequentemente com Gibbs e sua equipe, nos casos em que as jurisdições do NCIS e do CGIS se sobrepõem, o que às vezes ocasiona alguns conflitos de comando. Apesar disso, Borin é muito querida pela equipe, e Gibbs chegou a convidá-la a juntar-se ao NCIS, porém ela recusou o convite por achar que ainda não terminou sua missão no CGIS. Assim como Gibbs, Borin também sofreu uma perda pessoal: a morte de seu namorado, também Fuzileiro, em um atentado no Iraque, fato que a motivou a tornar-se uma investigadora.

- Michele Lee: interpretada por Liza Lapira. Era Agente Probatória do NCIS e foi incorporada à equipe MCRT pela Diretora Jenny Shepard durante a breve aposentadoria de Gibbs, período em que teve um romance secreto com James Palmer. Com a volta de Gibbs, Lee deixou a equipe e passou a atuar no departamento jurídico do NCIS. Após a morte da Diretora Shepard, foi recolocada na equipe pelo novo Diretor Vance, que suspeitava da existência de um traidor no NCIS. Descobriu-se que Lee era a traidora, e que estava repassando informações sigilosas a um chantagista que havia sequestrado sua irmã mais nova, Amanda. A equipe montou uma operação para capturar o criminoso, mas este escapou e fez vários reféns dentro de um ônibus enquanto usava Lee como escudo humano. Ao perceber que estava na mira de Gibbs, Lee deixou-se balear por ele, morrendo juntamente com o chantagista. Após o ocorrido, Vance disse a Gibbs que Lee pegaria prisão perpétua por traição, e que sua morte acabou sendo uma saída honrosa.

- Erica Jane "EJ" Barrett: interpretada por Sarah Jane Morris, é uma agente NCIS que assumiu a liderança da equipe de Rota, Espanha (cargo recusado por Tony). Transferida para Washington, tem um caso com Tony. No final da oitava temporada sabe-se que EJ é sobrinha do SecNav Davenport, o que implicou no fim virtual de sua carreira do NCIS e na renúncia do tio ao cargo que ocupava.

- SecNav Phillip Davenport: é o primeiro secretário da Marinha a aparecer na série, em sua sexta temporada. Indicou Vance para suceder Jenny Shepard, porém, não confiando inteiramente nele, além de isolá-lo em certas reuniões, deu secretamente a Gibbs o seu relatório pessoal, para que o agente tirasse suas próprias conclusões - e avaliasse se era confiável ou não. É arrogante e manipulador, porém não resistiu à descoberta de que protegeu e ajudou a transferir sua sobrinha de uma base na Espanha para a capital americana, renunciando ao posto após a morte do "assassino de porto-a-porto", que ele ajudou a capturar. Interpretado por Jude Cicciolella. Dublado no Brasil por Carlos Campanille.

- Ned Dorneget: interpretado por Matt L. Jones, foi um Agente Probatório do NCIS, aparecendo pela primeira vez no episódio 10 da nona temporada (“Sins of the Father”). Inicialmente inexperiente e afoito, Dorneget trabalhava esporadicamente com a equipe, e nessas ocasiões sempre acabava sendo “vítima” das brincadeiras de DiNozzo – tais como ser despertado às 3 horas da madrugada ou ser convencido a estudar arduamente para um falso exame. Mais tarde revelou-se que sua mãe, Joanna Teague (Mimi Rogers), era uma Agente veterana da CIA, fato que Dorneget manteve em sigilo por não querer aproveitar-se da influência da mãe para subir na carreira. No final da décima segunda temporada voltou a trabalhar com a equipe, porém acabou sendo morto em um atentado terrorista no penúltimo episódio (“The Lost Boys”).

- Diane Sterling: interpretada por Melinda McGraw, foi a segunda esposa de Gibbs. Após separar-se dele por perceber que ele ainda amava sua primeira e falecida esposa Shannon, casou-se com Tobias Fornell e ambos tiveram uma filha, Emily. Posteriormente separou-se também de Fornell. Tinha personalidade forte e estava sempre em atrito com seus ex-maridos, mas por ser agente do IRS, a Receita Federal americana, frequentemente participava de ações conjuntas com o NCIS e com o FBI, e inevitavelmente acabava trabalhando com os ex-maridos, o que ocasionava situações hilárias. Certa vez admitiu a Gibbs que ainda o amava e que ele era "a sua Shannon". Num episódio da 11ª temporada, acabou reconciliando-se com Fornell após o sequestro da filha de ambos. Foi morta pelo mercenário russo Sergei Mishnev, no 11º episódio da 12ª temporada ("Check"). Diane reaparece no 24º episódio da 16ª temporada, em visões de Gibbs, para orientá-lo (à sua maneira) em um caso envolvendo Emily.

- Emily Fornell: interpretada por Juliette Angelo, era a filha adolescente de Tobias Fornell e Diane Sterling. Herdou em grande parte a personalidade da mãe, e tinha um grande carinho por Gibbs, a quem sempre tratava como "tio". No final da 16ª temporada, Emily sofre uma overdose de opioides e é levada em estado grave para o hospital, o que deflagra uma investigação de Gibbs e Fornell para encontrar os responsáveis pelo fornecimento das drogas. No início da 18ª temporada, vemos que Emily passou por um tratamento de recuperação, no entanto ela sofre uma recaída e morre vítima de overdose (episódio 18.9 - "Winter Chill").

- SecNav Clayton Jarvis: é o novo Secretário da Marinha, assumindo o cargo após a renúncia do Secretário Davenport. É um político astuto, e velho amigo de Vance. Foi assassinado em um atentado terrorista no primeiro episódio da 11a. temporada. Interpretado por Matt Craven.

- SecNav Sarah Porter É a sucessora de Jarvis, assumindo o posto após seu assassinato. Determinada a punir os autores do crime, demonstra estar menos interessada em leis e mais em resultados. É interpretada pela atriz Leslie Hope.

- Ari Haswari: interpretado por Rudolf Martin, era um terrorista e agente duplo, filho do Diretor do Mossad Eli David e meio-irmão de Ziva. Aparece apenas em seis episódios, sendo o primeiro Bête noire, na primeira temporada, mas se torna imediatamente um dos maiores e mais temíveis inimigos de Gibbs em toda a sua carreira. Seu pai o criou e educou somente com o propósito de infiltrá-lo no Hamas. Adulto, Ari tornou-se Agente do Mossad e agente duplo do Hamas e da al-Qaeda, porém abraçou a causa terrorista pelo ódio ao pai e para vingar sua mãe, a médica Hasmia Haswari, morta em um bombardeio israelense. Frio e calculista, é extremamente inteligente, especialmente em relação a medicina, uma vez que se formou na Universidade Médica de Edinburgh (a mesma que Dr. Mallard), é também sedutor, capaz de confundir os sentimentos de suas vítimas, embora não tenha pudores em matar para alcançar seus objetivos. Alvejou Gibbs e o assistente de Ducky, Gerald Jackson no ombro, ao se infiltrar no NCIS pelo necrotério, conseguindo escapar. Assassinou Kate Todd no final da 2ª temporada, e praticou diversos ataques aos membros do NCIS no início da terceira temporada, até, finalmente, ser morto pela meia-irmã, Ziva David, no instante em que ia executar Gibbs em seu porão. Dublado no Brasil por Hermes Baroli.

- Thomas Morrow: interpretado por Alan Dale, é o diretor do NCIS nas duas primeiras temporadas. Ao contrário dos sucessores Jenny Shepard e Leon Vance, pouco participava das investigações da equipe de Gibbs, com o qual manteve uma relação cordial. Deixou o posto no início da terceira temporada para assumir um cargo na Secretaria de Defesa. Reapareceu na décima temporada da série, para alertar o NCIS acerca de um grande perigo para os EUA. Acabou sendo assassinado no episódio 13.21 - "Return to Sender", sendo descoberto mais tarde que o assassino era o Agente da CIA Trent Kort. Dublado no Brasil por Mauro Castro.

- Gerald Jackson: interpretado por Pancho Demmings, é o primeiro assistente de Ducky na série. Para evitar os longos monólogos do chefe, geralmente trabalha ouvindo rádio com fones de ouvido, o que deixa o dr. Mallard furioso. Foi baleado por Ari Haswari quando este invadiu o NCIS pelo necrotério, e, enquanto se recuperava, foi substituído por Jimmy Palmer (Brian Dietzen). Antes de voltar, um ano depois, foi novamente sequestrado por Ari, que pretendia chamar a atenção de Ducky. Após ser libertado, deixou em definitivo o NCIS.

- La Grenouille: interpretado por Armand Assante, é o grande vilão da quarta e quinta temporadas. Traficante internacional de armas, é perseguido há anos por Jenny Shepard, que busca vingança pessoal, por acreditar que ele matou seu pai e depois fez parecer que a vítima tinha se suicidado. Também é monitorado pela CIA, através do agente disfarçado Trent Kort, mas a CIA o tolera; em troca ele passa informações falsas aos iranianos. Seu nome verdadeiro é René Benoit, e ele tem uma filha, Jeanne, com quem Tony se envolve a mando de Jenny, mas por quem acaba se apaixonando. Apesar de perigoso, La Grenouille demonstrava não ser uma pessoa violenta, e sim culta e refinada. Apos um atentado, La Grenouille pede proteção ao NCIS, em troca de sua aposentadoria e de delação premiada, mas Shepard se recusa a protegê-lo. Logo depois, seu corpo é encontrado boiando no mar, e o FBI inicia uma investigação que coloca Jenny e Tony como principais suspeitos. Kort acaba assumindo a culpa, alegando que La Grenouille queria largar os negócios e, por isso, se tornara inútil para a CIA. Dublado no Brasil por Luis Antonio Lobue.

- Jeanne Benoit: interpretada por Scottie Thompson. É médica e filha única de René Benoit, o traficante de armas conhecido como La Grenouille, mas sempre ignorou as atividades ilegais do pai. Durante a investigação do caso La Grenouille, a então Diretora do NCIS Jenny Shepard ordenou a Tony DiNozzo que se aproximasse de Jeanne usando uma identidade falsa para obter informações, porém ambos acabaram se apaixonando. Profundamente decepcionada ao descobrir a missão de Tony e com a morte do pai, Jeanne juntou-se aos Médicos Sem Fronteiras e passou a atuar em missões humanitárias na África, onde conheceu o também médico David Woods, com quem se casou, e ambos criaram sua própria organização humanitária. Jeanne e Tony se reencontraram anos depois (no episódio 13.8 - Saviors), quando Woods e outra médica foram sequestrados por insurgentes no Sudão do Sul, e Tony conduziu a operação de resgate; após esse fato, Jeanne perdoou Tony e ambos concordaram em colocar uma pedra no passado.

- Paloma Reynosa: interpretada por Jacqueline Obradors, era a chefe do Cartel Reynosa, organização criminosa mexicana, e filha de Pedro Hernandez, o traficante responsável pelas mortes de Shannon e Kelly e que fora morto por Gibbs vinte anos antes. Pretendendo vingar a morte do pai, Paloma tentou matar as pessoas mais próximas de Gibbs, como seu pai e Mike Franks. Acabou sendo morta por engano pelo próprio irmão e cúmplice, Alejandro Rivera, após cair numa cilada armada por Gibbs e Franks.

- Delilah Fielding: interpretada por Margo Harshman, é analista de tecnologia do Departamento de Defesa (DoD), e namorada do Agente Timothy McGee. Ao participar de um evento no qual seria homenageada, Delilah torna-se vítima de um atentado praticado pelo terrorista paquistanês Benham Parsa, e fica paralítica em decorrência dos ferimentos sofridos. Sua nova condição torna-se um obstáculo a ser superado por ela e McGee para que consigam manter seu relacionamento. No final da 11ª temporada, decide aceitar uma promoção para um cargo de analista sênior do DoD em Dubai, no Oriente Médio, passando a manter com McGee um relacionamento à distância. Após um ano, Delilah retornou a Washington para assumir um novo cargo no DoD e desde então ela e McGee passaram a morar juntos. Logo após a descoberta da gravidez de Delilah, ambos casaram-se, no final da 14ª temporada; no 9º episódio da 15ª temporada (Ready or Not), Delilah deu à luz um casal de gêmeos, que receberam os nomes de John e Morgan.

- Stan Burley: interpretado por Joel Gretsch. Burley é Agente Especial do NCIS e no início de sua carreira fez parte da equipe MCRT como auxiliar de Gibbs, mesmo cargo posteriormente ocupado por Tony. Após deixar a equipe, Burley passou a atuar como agente embarcado, participando quase sempre de operações fora dos EUA. Já atuou várias vezes em conjunto com Gibbs e sua equipe, como durante o caso Harper Dearing e no resgate do marido de Jeanne Benoit no Sudão do Sul.

- Harper Dearing: interpretado por Richard Schiff, era um empresário que fornecia sistemas de segurança para a Marinha americana. Seu único filho era marinheiro e, após cometer uma infração disciplinar, foi enviado como punição a servir numa fragata, onde acabou morrendo num atentado. Dearing culpou o NCIS e a Marinha pela morte do filho, passando a cometer vários atentados contra navios da Marinha, e posteriormente contra os Agentes do NCIS que conduziram a investigação contra seu filho, um dos quais era Gibbs. Por fim, voltou-se contra o próprio NCIS, colocando um artefato explosivo no carro do Diretor Vance. A explosão destruiu o edifício sede do NCIS, matando e ferindo várias pessoas. Depois disso, o Presidente dos EUA em pessoa determinou a todas as Agências governamentais a perseguição e captura de Dearing com “rigor extremo”, ou seja, vivo ou morto, porém Dearing forjou a própria morte, conseguindo escapar à perseguição. Acabou sendo esfaqueado e morto por Gibbs num confronto pessoal (no episódio 10.1 - Extreme Prejudice).

- Zoe Keates: interpretada por Marisol Nichols, Keates é uma agente da ATF, agência federal americana que investiga o uso e comércio ilegal de drogas, armas e explosivos. Ela e Tony DiNozzo conheceram-se quando trabalharam juntos no Departamento de Polícia da Filadélfia, anos antes, e reencontraram-se durante um caso do NCIS (no episódio "Parental Guidance Suggested" da 12ª temporada), passando a partir de então a manter um relacionamento amoroso. Ela costuma chamar DiNozzo pelo apelido "Spider" (aranha), mas a razão do apelido nunca foi esclarecida.

- Sergei Mishnev: interpretado por Alex Veadov, foi o principal inimigo de Gibbs durante a décima segunda temporada da série. Filho mais velho da médica palestina Hasmia Haswari, Mishnev era meio-irmão de Ari Haswari, o agente duplo que matou a Agente Todd e foi morto por Ziva David. Ainda criança, Mishnev foi levado pelo pai para a Rússia, onde cresceu e tornou-se um mercenário a serviço de oligarcas. Considerando Gibbs culpado pela morte de Ari, Mishnev armou uma cilada para atrair Gibbs à Rússia e abateu o helicóptero que o transportava. Gibbs sobreviveu à queda e baleou Mishnev numa floresta, pensando tê-lo matado, mas depois foi informado que o mercenário havia sobrevivido. Mishnev reaparece nos EUA e passa a cometer crimes reproduzindo as mortes de pessoas ligadas a Gibbs: uma das mortes foi a de Diane Sterling, cujo assassinato repetiu as circunstâncias da morte de Kate Todd. O crime abalou profundamente Gibbs e também Tobias Fornell, que havia se reconciliado com Diane meses antes. Mishnev tentou novamente matar Gibbs quando este e Fornell estavam isolados numa cabana na floresta, porém Fornell matou o mercenário, vingando a morte da esposa (no episódio 12.15 - Cabin Fever).

- Dra. Grace Confalone: interpretada por Laura San Giacomo, é psicóloga do Hospital Walter Reed. Gibbs é encaminhado a ela por seu colega cirurgião Cyril Taft (Jon Cryer), que salvou a vida de Gibbs no início da 13ª temporada (episódio 13.1 – Stop The Bleeding), para tratamento das consequências emocionais de sua experiência de quase morte. Apesar das desconfianças iniciais, Grace acaba por conquistar a amizade de Gibbs e torna-se sua confidente. Ela costuma chamá-lo de “Popeye”.

- Agente do MI-6 Clayton Reeves: interpretado por Duane Henry, era Agente do Serviço Secreto britânico MI-6. Participou como personagem recorrente nos 3 últimos episódios da 13ª temporada, quando colaborou com o NCIS na caçada a Trent Kort, o assassino de Ziva David. Passou a ser creditado como personagem principal a partir da 14ª temporada. Foi morto por um pistoleiro ao proteger Abby, no 21º episódio da 15ª temporada (“One Step Forward”).

- Agente do NCIS Dra. Jacqueline "Jack" Sloane: interpretada por Maria Bello, Jack é uma agente originalmente do escritório do NCIS na Califórnia. Ela é Ph.D em psicologia e trabalha como analista comportamental e se muda para o escritório de Washington a pedido do Diretor Vance, durante o início da 15ª temporada. No passado, Jack integrou um esquadrão especial de agentes do Exército no Afeganistão, conhecidos como Wingos. Toda a equipe foi capturada pelos Talibãs e mantida em cativeiro por meses, sendo submetidos a torturas físicas e psicológicas por um torturador chamado Masahun. Todos os Wingos acabaram sendo mortos, exceto Jack, que foi resgatada numa operação comandada por Vance. Jack tem cicatrizes nas costas, causadas pelas torturas que sofreu. Tem uma filha biológica, Faith Tolliver (Kate Hamilton), fruto de um estupro, a quem entregou para adoção logo após o nascimento. A atriz Maria Bello deixou o elenco da série durante a décima oitava temporada, por motivos profissionais; em consequência, sua personagem Jack Sloane deixou a série, decidindo sair do NCIS e permanecer no Afeganistão por razões pessoais. Dublada no Brasil por Sandra Mara.
- Agente Junior do NCIS Eleanor "Ellie" Bishop: interpretada por Emily Wickersham, ela entra na série a partir do nono episódio da 11ª temporada. Nos primeiros episódios em que aparece, ela é uma analista da Segurança Nacional (NSA) que auxilia Gibbs em uma investigação envolvendo a nova Secretária da Marinha, que foi "grampeada" por intermédio de uma caneta-escuta. Após esse caso, Gibbs percebeu o potencial de Bishop e convidou-a a juntar-se ao NCIS MCRT, inicialmente como analista cedida temporariamente pela NSA; posteriormente, desligou-se da NSA para ficar somente no NCIS. Tem pouca experiência em ações de campo, o que compensa com uma mente analítica brilhante e raciocínio aguçado. Bishop tem o hábito de usar fones de ouvido e de trabalhar sentada no chão ou em qualquer outro lugar, menos em sua mesa. Originária de Oklahoma, ela é filha de uma professora aposentada, Barbara (Lindsay Wagner), tem três irmãos mais velhos e era casada com Jake Malloy (Jamie Bamber), advogado do departamento jurídico da NSA, porém ambos acabaram se divorciando. Durante a 14ª temporada, é revelado que Bishop está namorando com Qasim Naasir (Rafi Silver), um resgatado do NCIS no Oriente Médio durante a 12ª temporada, que agora trabalha como tradutor para a agência. Entretanto, ele é assassinado na mesma temporada a mando do magnata Kai Chen, investigado pelo NCIS por valer-se de terrorismo para dominar o mercado de ações. Bishop age por conta própria e vinga a morte de Qasim, porém Gibbs a adverte que um dia ela poderá encarar as consequências de suas ações. No último episódio da 18ª temporada, Bishop é acusada de ser a responsável por um vazamento de informações na NSA dez anos antes, e em consequência demite-se do NCIS; no entanto revela-se que a acusação era uma farsa com o propósito de permitir que Bishop passasse para a clandestinidade, juntando-se à operação secreta conduzida pela ex-Agente da CIA Odette Malone (Elayn J. Taylor). Dublada no Brasil por Maíra Paris.

## Episódios
| Temporada | Temporada  | Episódios | Episódios | Originalmente exibido   | Originalmente exibido |
| Temporada | Temporada  | Episódios | Episódios | Estreia da temporada    | Final da temporada    |
| --------- | ---------- | --------- | --------- | ----------------------- | --------------------- |
|           | Introdução | 2         | 2         | 22 de abril de 2003     | 29 de abril de 2003   |
|           | 1          | 23        | 23        | 23 de setembro de 2003  | 25 de maio de 2004    |
|           | 2          | 23        | 23        | 28 de setembro de 2004  | 24 de maio de 2005    |
|           | 3          | 24        | 24        | 20 de setembro de 2005  | 16 de maio de 2006    |
|           | 4          | 24        | 24        | 19 de setembro de 2006  | 22 de maio de 2007    |
|           | 5          | 19        | 19        | 25 de setembro de 2007  | 20 de maio de 2008    |
|           | 6          | 25        | 25        | 23 de setembro de 2008  | 19 de maio de 2009    |
|           | 7          | 24        | 24        | 22 de setembro de 2009  | 25 de maio de 2010    |
|           | 8          | 24        | 24        | 21 de setembro de 2010  | 17 de maio de 2011    |
|           | 9          | 24        | 24        | 20 de setembro de 2011  | 15 de maio de 2012    |
|           | 10         | 24        | 24        | 25 de setembro de 2012  | 14 de maio de 2013    |
|           | 11         | 24        | 24        | 24 de setembro de 2013  | 13 de maio de 2014    |
|           | 12         | 24        | 24        | 23 de setembro de 2014  | 12 de maio de 2015    |
|           | 13         | 24        | 24        | 22 de setembro de 2015  | 17 de maio de 2016    |
|           | 14         | 24        | 24        | 20 de setembro de 2016  | 16 de maio de 2017    |
|           | 15         | 24        | 24        | 26 de setembro de 2017  | 22 de maio de 2018    |
|           | 16         | 24        | 24        | 25 de setembro de 2018  | 21 de maio de 2019    |
|           | 17         | 20        | 20        | 24 de setembro de 2019  | 14 de abril de 2020   |
|           | 18         | 16        | 16        | 17 de novembro de 2020  | 25 de maio de 2021    |
|           | 19         | 21        | 21        | 20 de setembro de 2021  | 23 de maio de 2022    |
|           | 20         | 22        | 22        | 19 de setembro de 2022  | 22 de maio de 2023    |
|           | 21         | 10        | 10        | 12 de fevereiro de 2024 | 6 de maio de 2024     |
|           | 22         | 20        | 20        | 14 de outubro de 2024   | 5 de maio de 2025     |

## Crossovers e spin-offs
- JAG: O piloto de NCIS foi composto por dois episódios da oitava temporada de JAG, "Ice Queen" e "Meltdown" (2003). Foi então introduzido os personagens Gibbs, Dinozzo, Abby e Ducky. Os personagens Lt. Bud Roberts (Patrick Labyorteaux), Lt. Cmdr. Faith Coleman (Alicia Coppola), Cmdr. Michael Rainer (Adam Baldwin) e Almirante A. J. Chegwidden (John M. Jackson) reprisaram seus papéis de JAG em episódios de NCIS.

- NCIS: Los Angeles: o spin-off foi lançado em um episódio duplo em NCIS "Legend: parte 1 e parte 2" (6.22 e 6.23). As duas séries compartilham o mesmo Diretor, Vance, que teve várias participações e seu nome é citado sempre. Abby atuou nos episódios 5 e 9 da primeira temporada do spin-off, e Tony DiNozzo participou do episódio 5 da sétima temporada. A série foi encerrada em 2023, após 14 temporadas.[23]

- NCIS: New Orleans: o segundo spin-off de NCIS foi lançado em um episódio duplo da décima primeira temporada da série, "Crescent City: partes 1 e 2" (11.18 e 11.19). O Diretor Vance aparece com frequência nos episódios da série. Ao longo da primeira temporada, o spin-off teve a participação de vários outros personagens de NCIS: Gibbs, Tony, Abby, Ducky, Tobias Fornell e Abigail Borin. Em 5 de janeiro de 2016 a CBS exibiu um crossover das duas séries, na forma de um episódio em duas partes (Sister City: part 1 & part 2) exibidas em sequência, sendo a primeira parte como episódio de NCIS e a segunda como episódio de NCIS: New Orleans. Em 14 de fevereiro de 2017 foi exibido um segundo crossover, também em duas partes exibidas em sequência (Pandora's Box, Part 1 & Part 2), sendo a primeira parte um episódio de NCIS e a segunda um episódio de NCIS: New Orleans. A série foi encerrada em 2021, após 7 temporadas.[24]

- NCIS: Hawaii: em 16 de fevereiro de 2021 a CBS anunciou que será desenvolvida uma nova série derivada, NCIS: Hawai'i.[25] Ao contrário das demais séries derivadas, NCIS:Hawai'i não será lançado por meio de episódios piloto ("backdoor") inseridos na série matriz. O novo spin-off teve sua produção iniciada em junho de 2021, tendo Vanessa Lachey como a Agente Chefe de equipe Jane Tennant, o que faz de NCIS: Hawai'i a primeira série da franquia a ter uma personagem feminina como protagonista.[26] Em 28 de Março de 2022 a CBS levou ao ar um crossover das duas séries, com a participação de Vanessa Lachey no 17º episódio da décima nona temporada de NCIS e de Wilmer Valderrama, Katrina Law, Diona Reasonover e Gary Cole no 17º episódio da primeira temporada de NCIS:Hawai'i. Em 19 de Setembro de 2022, a CBF exibiu um segundo crossover das duas séries, que se iniciou no primeiro episódio da 20ª temporada de NCIS e foi concluído no primeiro episódio da segunda temporada de NCIS:Hawai'i.

- NCIS: Sydney: Em 16 de Fevereiro de 2022, foi anunciado pela Paramount+ o desenvolvimento de uma nova série spin-off, NCIS: Sydney, a primeira série da franquia NCIS a ser totalmente produzida fora dos EUA, com elenco e equipe de produção australianas. O produtor de NCIS: Los Angeles, Shane Brennan, foi incorporado ao projeto desde seu início. [27] A nova série foi criada por Morgan O’Neill e segue as operações de uma equipe conjunta do NCIS e da Polícia Federal australiana, sediada em Sydney, com a função de investigar crimes envolvendo pessoal militar norte-americano.[28] A série, protagonizada por Olivia Swann e Todd Lasance, estreou em  10 de novembro de 2023 na Paramount+ e na emissora australiana Network 10 [29], tornando-se a primeira série da franquia NCIS a ser exibida nos EUA exclusivamente por streaming. Em 20 de março de 2024 NCIS: Sydney foi renovada para uma segunda temporada.[30]

## Recepção da crítica
NCIS teve recepção mista por parte da crítica especializada. Em sua 1ª temporada, com base de 23 avaliações profissionais, alcançou uma pontuação de 51% no Metacritic. Por votos dos usuários do site, atinge uma nota de 8.2, usada para avaliar a recepção do público.

## Prêmios e Indicações
| Ano  | Indicação                                           | Categoria                                  | Indicados ou Receptores                  | Resultado |
| ---- | --------------------------------------------------- | ------------------------------------------ | ---------------------------------------- | --------- |
| 2004 | ASCAP Award                                         | Melhor Série de TV                         | Matt Hawkins Maurice Jackson Neil Martin | Venceu    |
| 2005 | Emmy Primetime                                      | Melhor Ator em Série Drámatica             | Charles Durning                          | Indicado  |
| 2005 | BMI TV Music Award                                  | ?                                          | Joseph Conlan                            | Venceu    |
| 2006 | Imagen Award                                        | Melhor Atriz Coadjuvante                   | Cote de Pablo                            | Venceu    |
| 2006 | ASCAP Award                                         | Melhor Série de TV                         | Matt Hawkins Maurice Jackson Neil Martin | Venceu    |
| 2008 | BMI TV Music Award                                  | ?                                          | Brian Kirk                               | Venceu    |
| 2008 | Emmy Primetime                                      | Melhor Cordenação                          | Diamond Farnsworth                       | Indicado  |
| 2008 | Young Artist Award                                  | Melhor Performance Infantil                | Dominic Scott Kay                        | Indicado  |
| 2008 | ALMA Award                                          | Melhor Atriz                               | Cote de Pablo                            | Indicado  |
| 2009 | BMI TV Music Award                                  | ?                                          | Brian Kirk                               | Venceu    |
| 2009 | Imagen Award                                        | Melhor Atriz Coadjuvante                   | Cote de Pablo                            | Indicado  |
| 2010 | People's Choice Awards                              | Drama favorito da TV                       | NCIS                                     | Indicado  |
| 2010 | People's Choice Awards                              | Ator favorito de drama da TV               | Mark Harmon                              | Indicado  |
| 2011 | ALMA Awards                                         | Melhor atriz drama - TV                    | Cote de Pablo                            | Venceu    |
| 2013 | People's Choice Awards                              | Drama de Crime favorito da TV              | NCIS                                     | Indicado  |
| 2014 | People's Choice Awards                              | Drama de Crime favorito da TV              | NCIS                                     | Indicado  |
| 2014 | People's Choice Awards                              | Ator favorito de drama da TV               | Mark Harmon                              | Indicado  |
| 2014 | People's Choice Awards                              | Atriz favorita de drama da TV              | Pauley Perrette                          | Indicado  |
| 2014 | Monte Carlo International Television Audience Award | Maior audiência mundial categoria TV Drama | NCIS                                     | Venceu    |
| 2015 | People's Choice Awards                              | Série Favorita da TV                       | NCIS                                     | Indicado  |
| 2015 | People's Choice Awards                              | Drama de Crime favorito da TV              | NCIS                                     | Indicado  |
| 2015 | People's Choice Awards                              | Ícone Favorito da TV                       | Mark Harmon                              | Indicado  |
| 2016 | People's Choice Awards                              | Drama de Crime favorito da TV              | NCIS                                     | Indicado  |
| 2016 | People's Choice Awards                              | Ator favorito de drama da TV               | Mark Harmon                              | Indicado  |
| 2016 | People's Choice Awards                              | Atriz favorita de drama da TV              | Pauley Perrette                          | Indicado  |
| 2017 | People's Choice Awards                              | Drama de Crime favorito da TV              | NCIS                                     | Indicado  |
| 2017 | People's Choice Awards                              | Ator favorito de drama da TV               | Mark Harmon                              | Venceu    |
| 2017 | People's Choice Awards                              | Atriz favorita de drama da TV              | Pauley Perrette                          | Indicado  |

## Exibição
| País(es)       | Título Local                               | Emissora                                        |
| -------------- | ------------------------------------------ | ----------------------------------------------- |
| Estados Unidos | NCIS: Naval Criminal Investigative Service | CBS                                             |
| Canadá         | NCIS: Enquêtes spéciales                   | Global                                          |
| França         | NCIS: Enquêtes spéciales                   | M6                                              |
| Reino Unido    | NCIS                                       | FX Five                                         |
| Brasil         | NCIS - Investigação Naval                  | AXN Band e Band HD                              |
| Portugal       | Investigação Criminal                      | AXN e AXN HD TVI (até 2009) SIC(desde 2010) FOX |
| Japão          | NCIS                                       | Fox Fox Crime Fox Life HD                       |
| Alemanha       | Navy CIS                                   | SAT1                                            |
| Bélgica        | NCIS                                       | VT4                                             |
| Espanha        | NCIS                                       | LaSexta                                         |
| Holanda        | NCIS                                       | SBS6                                            |
| Itália         | NCIS                                       | Fox Crime                                       |
| Nova Zelândia  | NCIS                                       | TV3                                             |
| Suíça          | Navy CIS                                   | SAT1                                            |